# Notiobiella ugandensis
Notiobiella ugandensis is een insect uit de familie van de bruine gaasvliegen (Hemerobiidae), die tot de orde netvleugeligen (Neuroptera) behoort. 
Notiobiella ugandensis is voor het eerst wetenschappelijk beschreven door Kimmins in 1939.